# Alexa Glatchová
Alexa Glatchová (* 10. září 1989 Newport Beach, Kalifornie) je americká profesionální tenistka.
Ve své dosavadní kariéře zatím nevyhrála žádný turnaj na okruhu WTA.

## Finálové účasti na turnajích WTA
K listopadu 2023 se žádného finále na WTA se neúčastnila.

## Tituly na okruhu ITF
| $100,000 tournaments |
| $80,000 tournaments  |
| $60,000 tournaments  |
| $25,000 tournaments  |
| $10,000 tournaments  |

### Dvouhra (11 titulů)
| Č.  | Datum            | Turnaj                               | Povrch    | Poražená soupeřka     | Výsledek      |
| 1.  | 13. června 2004  | Hamilton, Kanada                     | antuka    | Stéphanie Duboisová   | 1–6, 5–7      |
| 2.  | 25. června 2006  | Fort Worth, Spojené státy americké   | tvrdý     | Jamie Hamptonová      | 6–4, 6–1      |
| 3.  | 8. července 2007 | South Lake, Spojené státy americké   | tvrdý     | Sunitha Raová         | 6–2, 7–5      |
| 4.  | 19. října 2008   | Toronto, Kanada                      | tvrdý (h) | Stéphanie Duboisová   | 6-4, 6-3      |
| 5.  | 26. října 2008   | Saguenay, Knada                      | tvrdý (h) | Alberta Briantiová    | 6–3, 6–1      |
| 6.  | 1. února 2009    | Laguna Nigel, Spojené státy americké | tvrdý     | Chanelle Scheepersová | 6–1, 6–0      |
| 7.  | 21. října 2012   | Makinohara, Japonsko                 | tráva     | Monique Adamczaková   | 6–3, 6–4      |
| 8.  | 28. října 2012   | Hamamacu, Japonsko                   | tráva     | Monique Adamczaková   | 6–2, 6–3      |
| 9.  | 22. března 2015  | Irapuato, Mexiko                     | tvrdý     | Renata Voráčová       | 6–2, 7–5      |
| 10. | 5. dubna 2015    | Osprey, Spojené státy americké       | antuka    | Madison Brengleová    | 6–3, 6–7, 6–2 |
| 11. | 2. srpna 2015    | Gatineau, Kanada                     | tvrdý     | Bianca Andreescuová   | 6–4, 6–3      |

### Čtyřhra (8 titulů)
| Č. | Datum              | Turnaj                              | Povrch | Partnerka             | Poražené soupeřky ve finále                      | Výsledek            |
| 1. | 2. července 2006   | Edmond, Spojené státy americké      | tvrdý  | Ashley Weinholdová    | Elizabeth Kaufmanová Lindsey Nelsonová           | 6–4, 6–4            |
| 2. | 16. listopadu 2008 | San Diego, Spojené státy americké   | tvrdý  | Christina Fusanová    | Angela Haynesová Mashona Washingtonová           | 6–3, 6–2            |
| 3. | 5. června 2009     | Nottingham, Spojené království      | tráva  | Natalie Grandinová    | Eleni Daniilidouová Rika Fudžiwarová             | 6–3, 2–6, [10–7]    |
| 4. | 17. dubna 2011     | Osprey, Spojené státy americké      | antuka | Stéphanie Foretzová   | Erika Semaová María Irigoyenová                  | 4–6, 7–5, [10–7]    |
| 5. | 25. září 2011      | Albuquerque, Spojené státy americké | tvrdý  | Asia Muhammadová      | Grace Minová Melanie Oudinová                    | 4–6, 6–3, [10–2]    |
| 6. | 2. října 2011      | Las Vegas, Spojené státy americké   | tvrdý  | Mashona Washingtonová | Melanie Oudinová Varvara Lepčenková              | 6–4, 6–2            |
| 7. | 26. října 2014     | Macon, Spojené státy americké       | tvrdý  | Madison Brengleová    | Anna Tatišviliová Ashley Weinholdová             | 6–0, 7–5            |
| 8. | 15. srpna 2021     | Landisville, Spojené státy americké | tvrdý  | Hanna Changová        | Samantha Murrayová Sharanová Valeria Savinychová | 7–6(3), 3–6, [11–9] |

## Fed Cup
Alexa Glatchová se zúčastnila 2 zápasu ve Fed Cupu za tým USA s bilancí 2-1 ve dvouhře.

## Postavení na žebříčku WTA na konci sezóny

### Dvouhra
| Rok    | 2004 | 2005   | 2006   | 2007   | 2008   | 2009   |
| Pořadí | 362. | ▲ 225. | ▼ 541. | ▲ 266. | ▲ 165. | ▲ 136. |

### Čtyřhra
| Rok    | 2006 | 2007   | 2008   | 2009   |
| Pořadí | 763. | ▲ 360. | ▼ 388. | ▲ 102. |